# Дарт Мол
Дарт Мол (англ. Darth Maul, * 54 ДБЯ — ?) — чоловік, забрак з Датомиру і темний володар ситхів, який жив в останні роки Галактичної Республіки. Він народився на Датомирі, де його знайшов і взяв в учні Дарт Сідіус. Той відправив юного забрака в навчальний центр на Мустафар, де розпочав тренувати його.
Дарт Мол став майстром Джуйо, Німану/Джар'Каю й Терас-каси. Мол створив свій власний подвійний червоний світловий меч. Незважаючи на гарне навчання шляху ситха, Мол порушив Правило двох, тому що його власний майстер був у той час учнем в іншого лорда ситхів — Дарта Плегаса.
Близько 34 ДБЯ, Мол створив власний подвійний світловий меч, з яким переміг джедая Сайоло'урманкою.
У 33 ДБЯ Мол скоїв напад на злочинну організацію «Чорне сонце», і вбив багатьох лідерів, у тому числі Алексі Гаріна. У 32 ДБЯ він був призначений головнокомандувачем Торгової федерації на блокованій планеті Набу. Під час битви, яка відбувається між гунганами та бойовими дроїдами неймодіанців, Мол вступив у сутичку з джедаєм Квай-Гоном Джинном і його падаваном Обі-Ваном Кенобі у місті Тиді. Бій тривав досить-таки довго, аж доки ситх пронизав Джинна своїм світловим мечем. Незабаром позбавленим зброї став і його учень. Але 22-річний Мол недооцінив якостей молодого Обі-Вана: схопивши світловий меч вчителя, Кенобі розрубав противника вздовж талії, а його тіло впало в шахту.
Але навіть у розрубаному стані Мол вижив. Він впав у воду на дні шахти і був доставлений в сміттєвому контейнері на планету-звалище Лото-Мінор. Там він зробив собі кібернетичні ноги, що нагадували павука, і збожеволів. У 20 ДБЯ його знайшов Саваж Опресс — брат занепалого ситха. Отримавши від матері Талзен на Дезомирі нові, більш потужні механічні ноги й вилікувавши розум, Мол оголосив полювання на Кенобі.
Незабаром він разом з братом знищив все село мирних жителів на Райдонії, щоб привернути увагу Обі-Вана. Кенобі прибув на планету й потрапив у полон до забраків, які хотіли спочатку мучити його, а лише потім убити, проте незабаром втік, завдяки своєму колишньому ворогові Асажж Вентрасс.
Потім, в тому самому році, Мол знову зустрівся з Кенобі на Флоррумі. Ситх переконав піратів-вікуеїв допомогти йому в затриманні джедая. Зрештою Мол з Опрессом не змогли вбити Обі-Вана й поспішно втекли з планети від колишніх союзників-піратів, яких Хондо Онака переконав повернутися до нього.